# Кланица
Кланица је фабрика у којој се животиње убијају и потом прерађују у месне производе. Животиње које се најчешће кољу укључују краве (за говедину и телетину), овце (за овчетину и јагњетину), свиње (за свињетину и прасетину), живину и коње.